# Station de biologie marine
Une station de biologie marine, appelée aussi station marine ou station maritime, est un centre de recherches situé à proximité de la mer et spécialisée dans l'étude de la flore côtière et de la faune marine, et plus généralement en océanographie.

## Histoire des stations marines
Des laboratoires étudiant la vie du bord des mers ont été signalés dès le XVIIIe siècle mais ils ne sont presque pas occupés. Leur véritable origine doit être trouvée durant le siècle suivant.
L'intérêt croissant que les naturalistes du XIXe siècle portent à l'étude de la faune, de la flore et de la biologie marines sont à l'origine de la création des stations marines.
Les biologistes marins, afin de collecter les animaux vivants, prennent l'habitude de se rendre sur le littoral.
Ils ont alors besoin de lieux pour stocker, conserver et étudier les espèces récoltées.
Les stations marines sont créées pour pallier ce problème.
Le nombre de stations de biologie marine va rapidement augmenter durant la deuxième moitié du XIXe siècle.

### En Europe

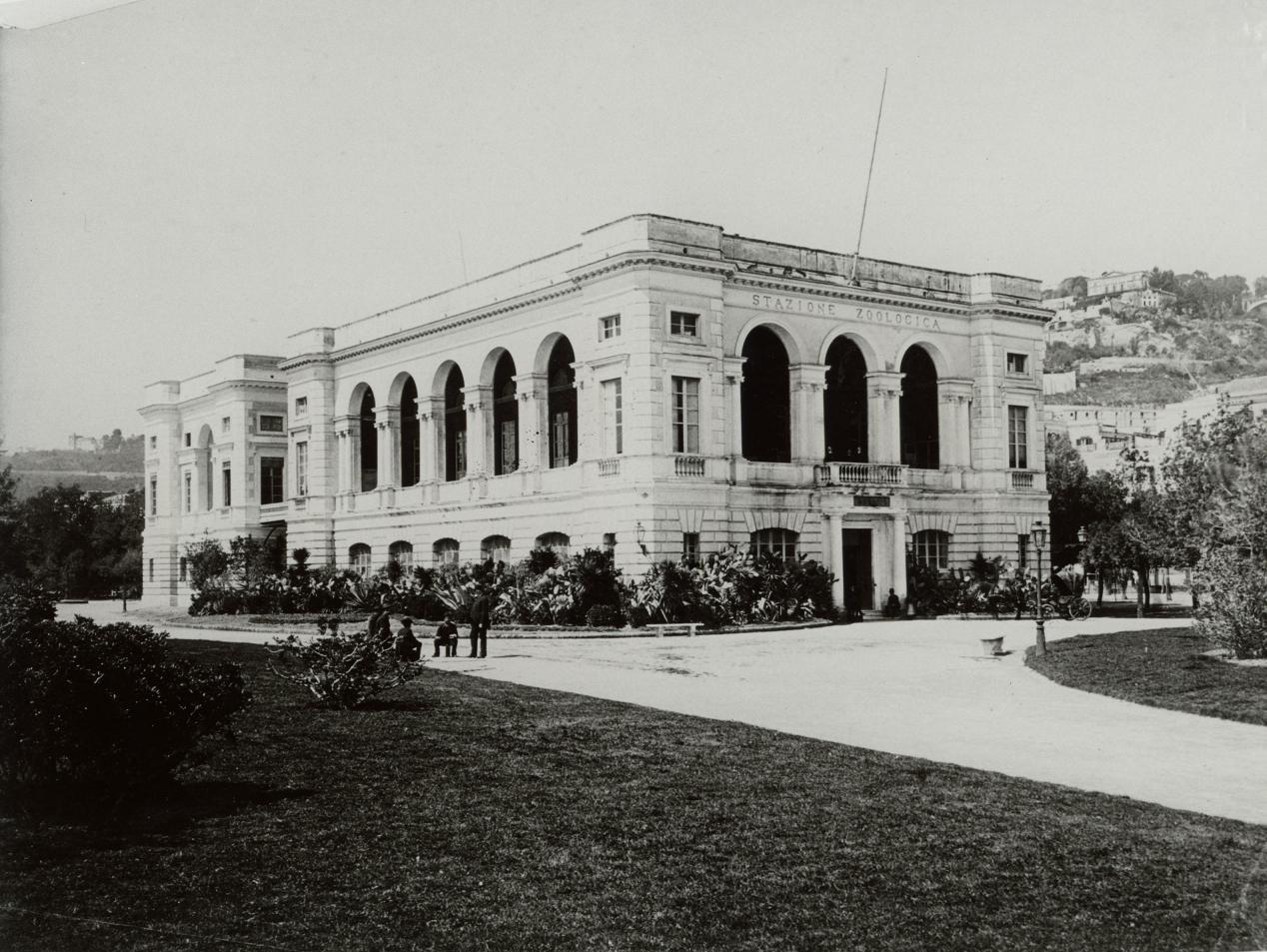
Le laboratoire de Dohrn.

A Manger, en Norvège a été fondée en 1825 la toute première station de biologie marine du monde. Elle a fonctionné jusqu'en 1918 et est remplacée en 1957 par le laboratoire d'Espeland (en).
En 1842, c'est le Belge Pierre-Joseph van Beneden (1809-1894) qui fonde un laboratoire à Ostende (Belgique), dépendant de l'Université de Louvain, laboratoire qui sera en activité jusqu'en 1866.
La construction du musée océanographique de Monaco débute en 1899, il est inauguré en 1910.
Le Russe Alexandr Onufrievich Kowalevsky (1840-1901) dirige le laboratoire créé en 1871 à Sébastopol.
Anton Dohrn fonde la Station zoologique de Naples en 1872. Il crée également un aquarium dont les recettes contribuent au financement de l'institution. La ville lui offre des terrains en bord de mer et Dohrn fait construire, sur ses moyens personnels, un laboratoire et une bibliothèque.
Depuis 1877, la Suède possède une station maritime, la Kristinebergs marinbiologiska station, qui appartient à l'Académie royale des sciences de Suède.

#### En France
La France, en raison de la variété des mers qui bordent ses côtes, va établir une douzaine de stations maritimes entre 1859 et 1900.

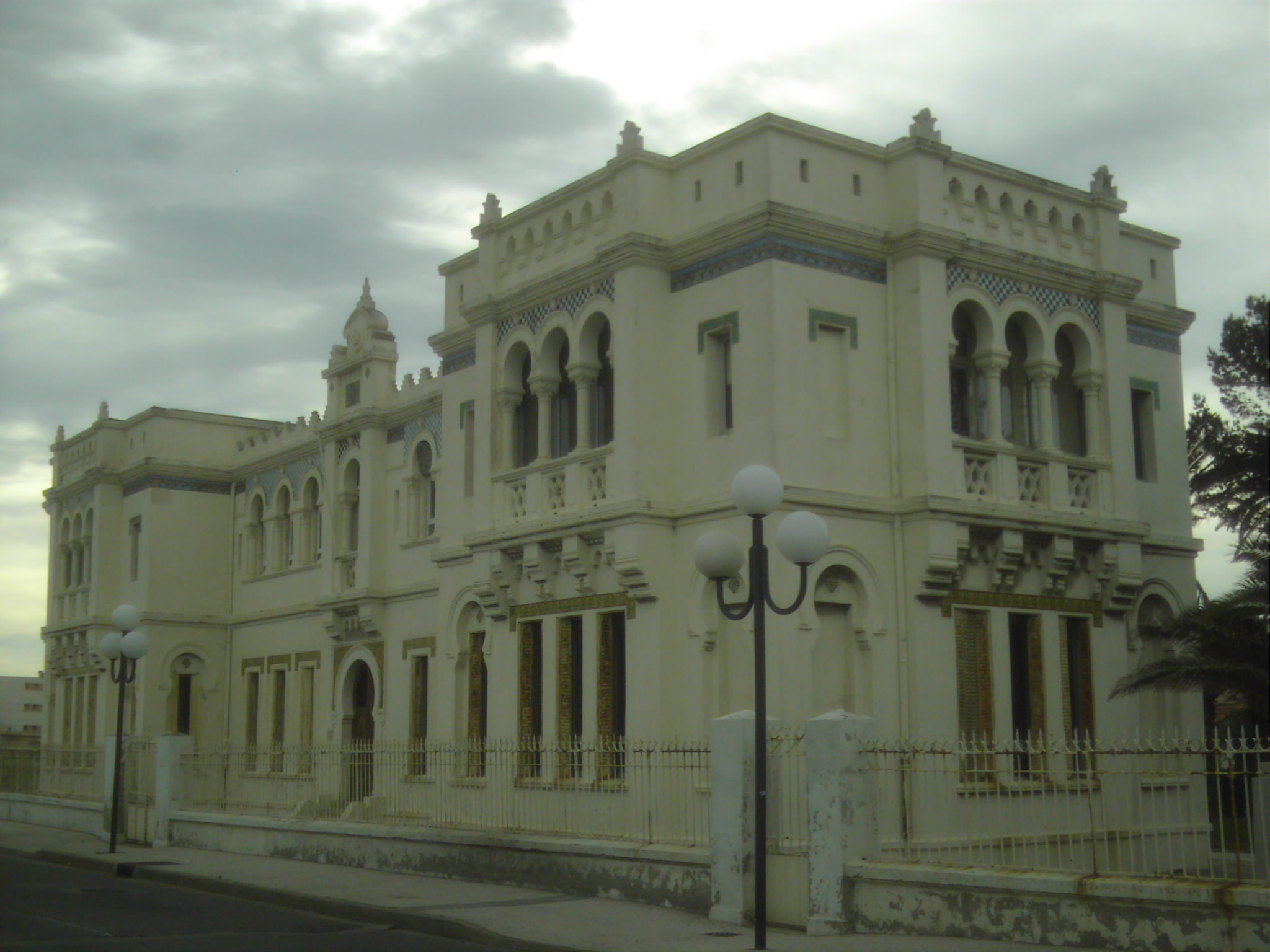
L'institut de biologie marine Michel-Pacha.

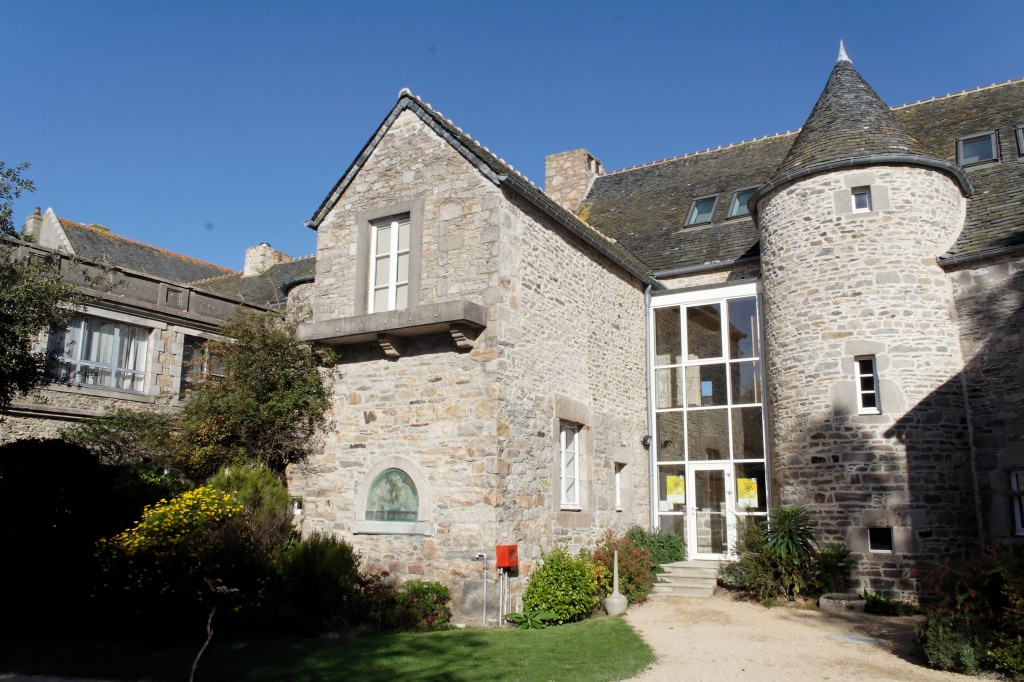
Le laboratoire de Roscoff.

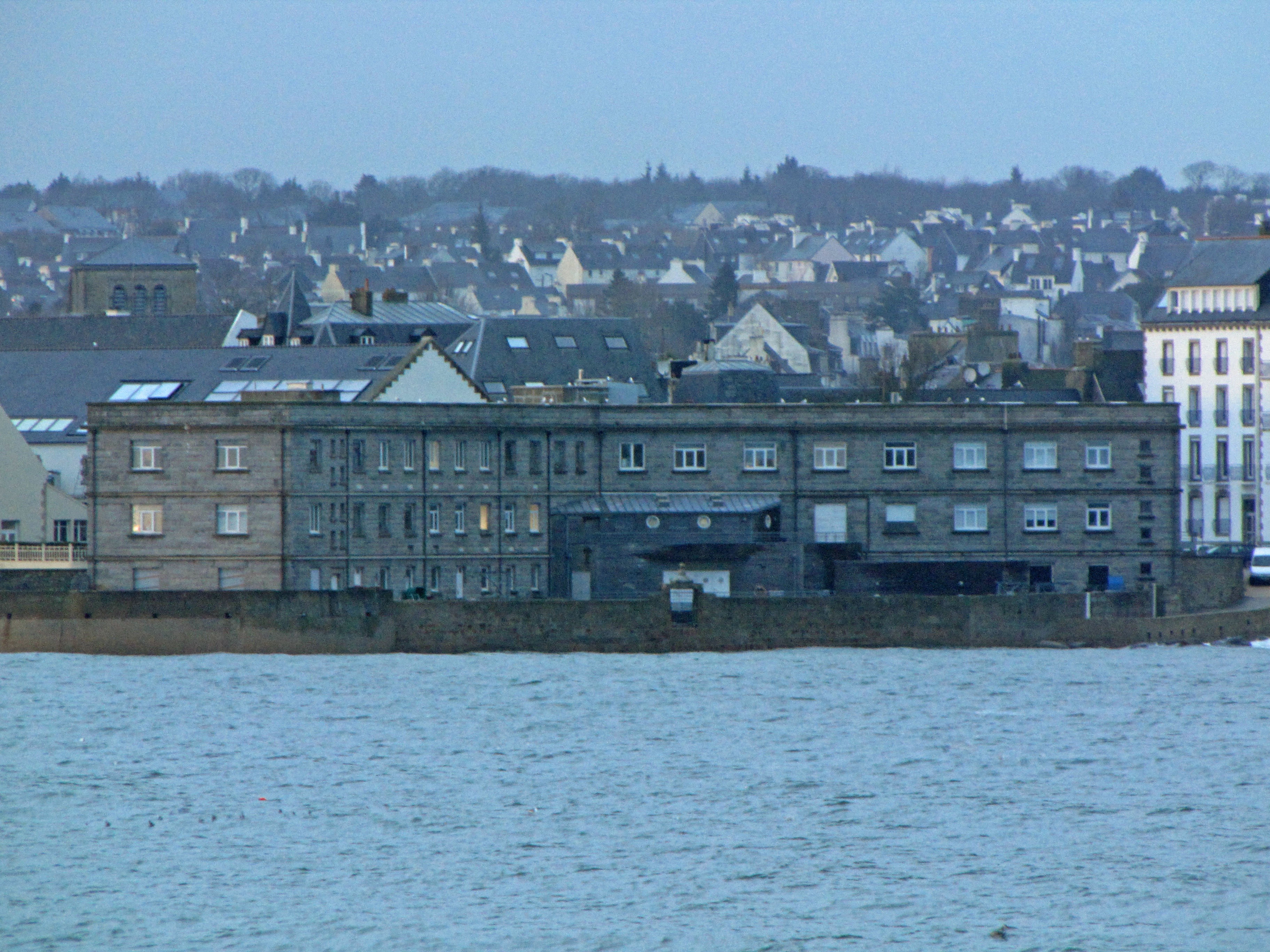
La station de biologie marine de Concarneau.

En 1859, Victor Coste (1807-1873) crée un laboratoire à Concarneau : le Laboratoire de zoologie et de physiologie marine du Collège de France. La station de biologie marine de Concarneau est gérée depuis 1996 par le Muséum national d'histoire naturelle en concertation avec le Collège de France.
En 1863, la Société des sciences naturelles et archéologiques d'Arcachon organise une exposition internationale. Les locaux, à la suite d'une décision de la société scientifique, servent à la création, par l'université de Bordeaux, de la Station biologique d'Arcachon qui sera achevée en 1883.
En 1869, Antoine Fortuné Marion (1846-1900) fonde celui de Marseille : le Laboratoire Marion de l'université d'Aix-Marseille situé dans la station marine d'Endoume achevée en 1888.
En 1872, Henri de Lacaze-Duthiers (1821-1901) crée la station biologique de Roscoff (Laboratoire Lacaze-Duthiers de la Faculté des sciences de Paris) puis, neuf ans plus tard, en 1881, celle de Banyuls-sur-Mer (Laboratoire Arago de la Faculté des sciences de Paris),.
À Banyuls, un aquarium public est ouvert comme moyen de fédérer le village de Banyuls autour du projet de Lacaze-Duthiers.

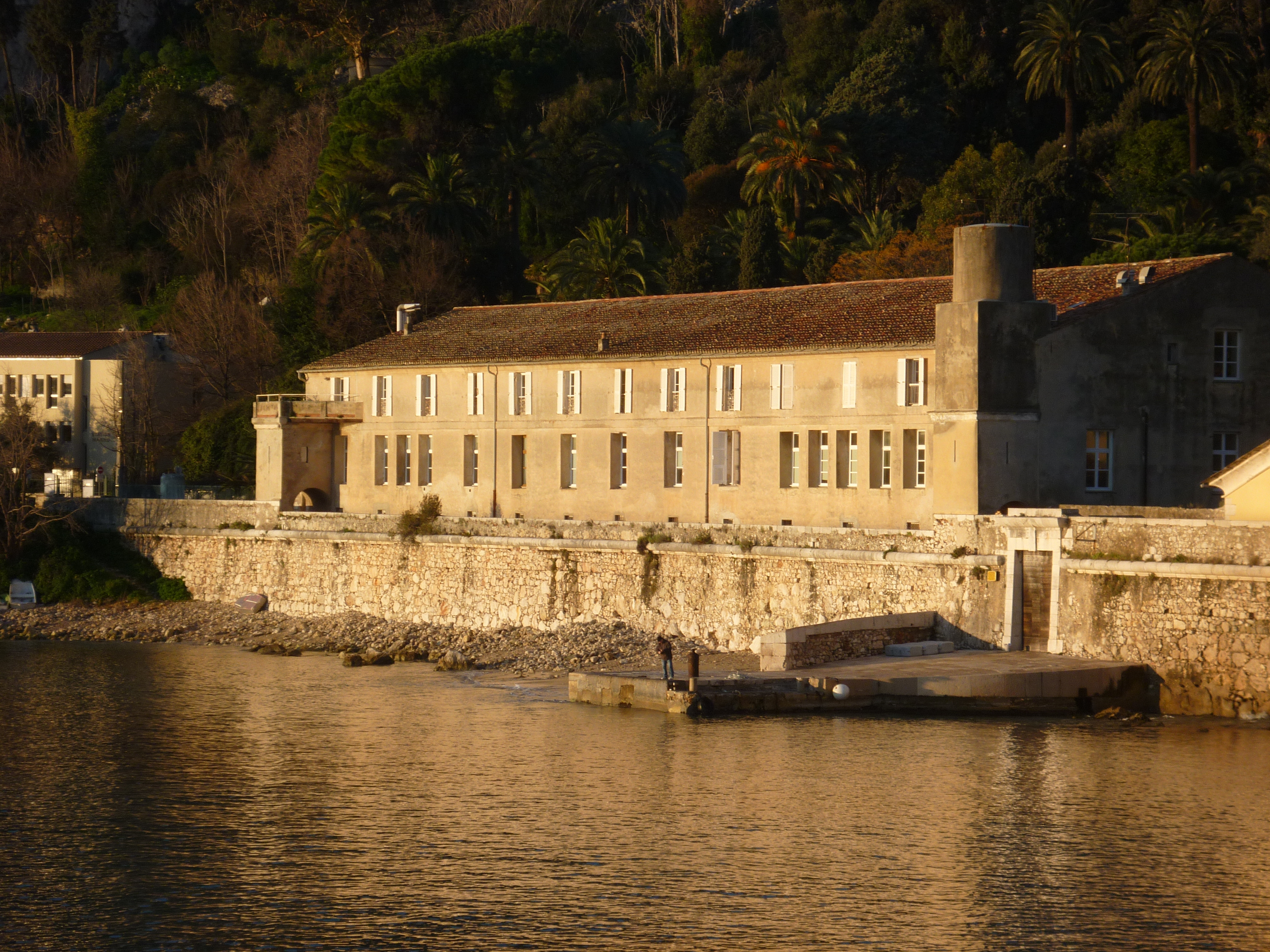
L'observatoire océanologique de Villefranche-sur-Mer.

En 1874, Alfred Giard fonde, à proximité de Boulogne-sur-Mer, la Station zoologique de Wimereux dépendant de la Faculté des sciences de Lille. Alfred Giard rejoint le laboratoire de la Sorbonne en 1887.  Le laboratoire de zoologie, ouvert en 1899 et comportant un aquarium et des salles de travail et de manipulation, est fermé au moment de la Première Guerre mondiale et détruit pendant la Seconde Guerre mondiale. La nouvelle station rattachée depuis à la Faculté des sciences de Lille est inaugurée en 1960 et dénommée Institut de biologie maritime et régionale de Wimereux.
La même année 1874, l'université de Caen fonde, à l'initiative du conseil général du Calvados, le Laboratoire de zoologie marine de Luc-sur-Mer.
En 1879, Armand Sabatier crée et dirige la station zoologique de l'université de Montpellier à Sète.
En 1882, le Muséum national d'histoire naturelle installe un laboratoire marin sur l'île de Tatihou, en face de Saint-Vaast-la-Hougue, dans le Cotentin (près de Cherbourg), laboratoire déplacé d'abord à Saint-Servan (près de Saint-Malo) en 1924, puis à Dinard en 1935, où il est devenu l'actuelle station de biologie marine de Dinard.
En 1882, Hermann Fol et Jules Barrois fondent le Laboratoire des hautes études à Villefranche-sur-Mer. En 1884, Alexis de Korotneff (1852-1915) en fait la Station zoologique russe, dépendante de l'université de Kiev (en Ukraine sous domination russe) jusqu'en 1914. Elle est ensuite mise à disposition de l'université de Paris et prend le nom d'Observatoire océanologique de Villefranche-sur-Mer.
Après la mutation de Giard à Paris en 1887, la Station zoologique de l'université de Lille est créée, à l'initiative de Paul Hallez (1846-1938), sur Le Portel, au sud de Boulogne-sur-Mer en 1888. Le bâtiment du laboratoire maritime, construit en 1900 et renfermant des salles d'études et un aquarium, est détérioré pendant la Première Guerre mondiale et détruit lors de la Seconde Guerre mondiale.
Entre 1891 et 1900, à l'initiative de Raphaël Dubois, la station de biologie marine de l'université de Lyon est fondée à Tamaris-sur-Mer, quartier sur le littoral de La Seyne-sur-Mer.
En 1918, un organisme est créé, l'Office scientifique et technique des pêches maritimes (OSPTM), devenu l'Institut scientifique et technique des pêches maritimes. En 1984, cet organisme fusionne avec le  Centre national pour l'exploitation des océans (CNEXO), lui-même fondé en 1967 sur la base du Comité pour l'exploitation des océans (COMEXO) fondé au début des années 1960. De cette fusion naît l'Ifremer, organisme coordonnant désormais la recherche de multiples stations maritimes, ainsi qu'une flotte de navires destinés à la recherche scientifique.

#### Au Royaume-Uni
Les premières stations marines britanniques furent créées en Écosse.
La Station Marine à St Andrews est établie au sein de l'université de St Andrews par William Carmichael McIntosh lors de la formation du laboratoire des pêches de St Andrews en 1884. Le laboratoire marin fut abandonné en 1896 quand le Gatty Marine Laboratory fut ouvert sur la plage d'East Sands. Le premier bâtiment construit en bois brûla en 1905.
La même année 1884, John Murray fonde la Station marine écossaise à Granton dont le laboratoire sera déplacé à Millport (sous l'égide de l’University Marine Biological Station Millport) en 1894. La station de Granton est fermée en 1903.
Ray Lankaster est à l'initiative de la fondation de la Marine Biological Association of United Kingdom, lors de l’Exposition internationale des pêches en 1883 à Londres.
Dès le moment de sa création, le 31 mars 1884 à Londres, la Marine Biological Association (MBA) du Royaume-Uni bénéficie du soutien de la communauté scientifique et de l'aide de la plupart des grands zoologistes britanniques de l'époque, rejoints par T.H. Huxley.
Les buts de la Marine Biological Association britannique englobaient la recherche marine sur le plan général et les études particulières sur les modes de vie et le comportement des espèces commerciales de poissons.
La conception d'un laboratoire marin, avec un aquarium attaché à celui-ci, doté de personnel et équipé pour l'étude simultanée de la science zoologique et des pratiques halieutiques pour résoudre les problèmes portant sur la maintenance et l'amélioration des pêches maritimes, a été inspirée par la station zoologique de Naples, la station marine de St Andrews et la station marine de Granton.
En Angleterre est construit à Plymouth le premier laboratoire de biologie marine en 1888.
Il devient alors le siège de la Marine Biological Association.

### En Amérique

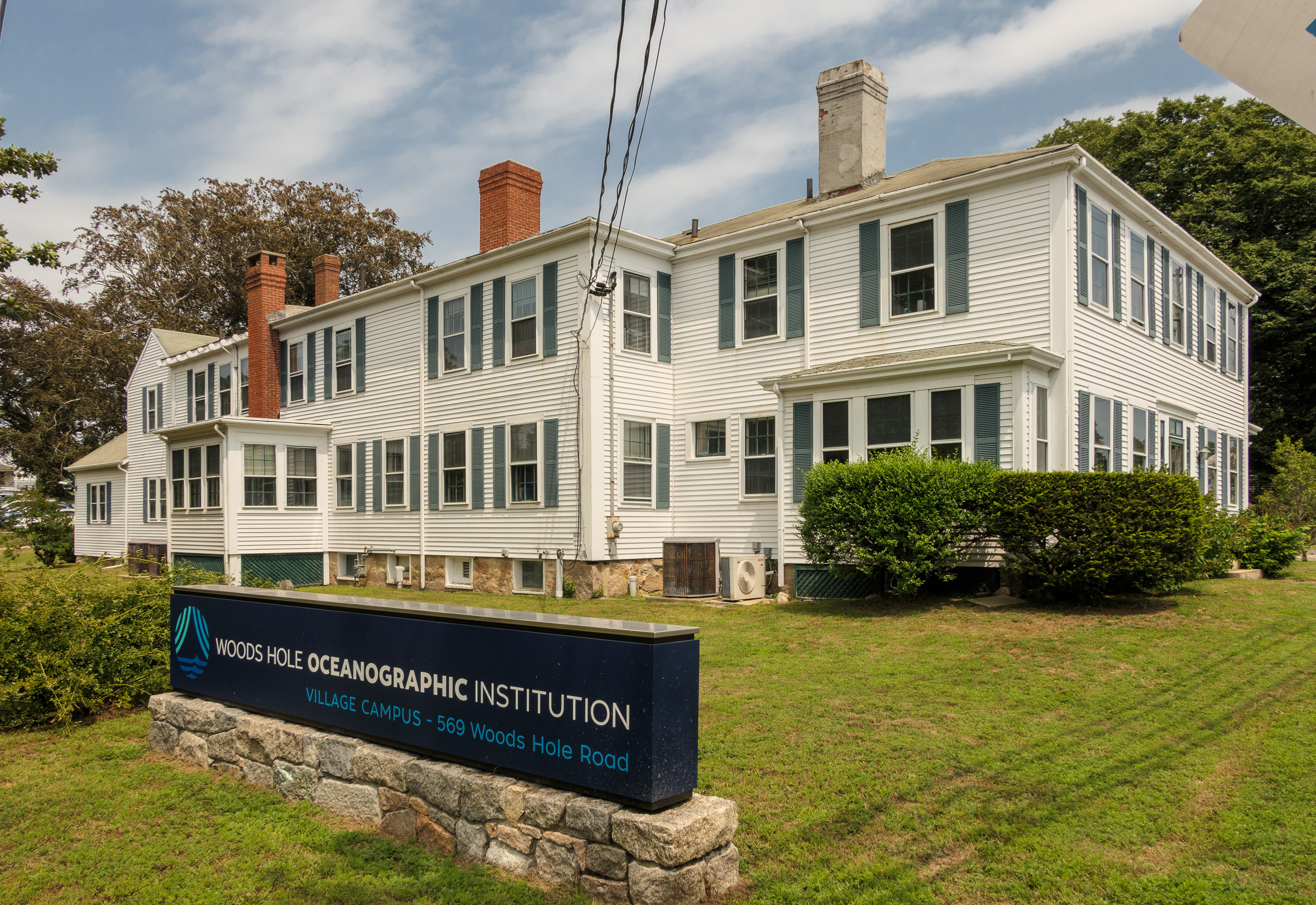
L'institut océanographique de Woods Hole.

Le village de Woods Hole, sur la presqu'île de Cap Cod, dans le Massachusetts, fut choisi en 1871 par Stephen Baird (1823-1887), le premier directeur de l'U.S. Commission of Fish and Fisheries, comme site pour une station d'été de collecte pour enquêter sur le déclin des stocks de poissons.
Louis Agassiz (1807-1873) créa en 1873 l’Anderson School of Natural History sur l'Île de Penikese, l'une des Elizabeth Islands, archipel situé à proximité de la presqu'île de Cap Cod, dans le Massachusetts.
Parmi les innovations d'Agassiz, un système de circulation de l'eau de mer fut créé dans ses laboratoires pour l'étude vivante des spécimens marins recueillis. L'École Anderson n'a pas duré longtemps ; Agassiz est mort fin 1873 et l'école fut fermée après un incendie en 1875, mais son idée de circulation de l'eau de mer a été reprise dans le Laboratoire de biologie marine (MBL) de Woods Hole, fondé en 1888 par deux de ses étudiants de l'École Anderson, Alpheus Hyatt (1838-1902) et Charles Otis Whitman (1842-1910), et reste en usage aujourd'hui.
En Californie, à San Diego, voit le jour le 26 septembre 1903 la Marine Biological Association of San Diego, qui deviendra la Scripps Institution of Oceanography. Le but de la station marine à San Diego était de mener à bien une étude biologique et hydrographique des eaux de l'Océan Pacifique. Depuis sa création, elle a maintenu un aquarium public à La Jolla près de San Diego.

### En Afrique
1888 a vu la construction de la Station de zoologie marine de la Faculté des sciences d'Alger, sous la direction de Camille Viguier.

### En Asie
Au Japon, la première station marine est fondée pendant l’ère Meiji (1868-1912) à Misaki. Le Laboratoire de Misaki est créé en 1886 à l'initiative de Kakichi Mitsukuri (1857-1909), professeur de zoologie à l’Université de Tokyo.
Le Pr Mitsukuri avait décidé, en 1884, d'établir une station biologique marine à Misaki. L’Université de Tokyo a obtenu un site dans la ville de Misaki en 1885 et le laboratoire a été achevé le 13 décembre 1886 puis a été baptisé Misaki Marine Biological Station (MMBS) le 1er avril 1887.
L’Université impériale de Kyoto a décidé en 1921 de créer une station marine à Seto.
La station de recherche de biologie marine fut établie le 28 juillet 1922, ouverte au public le 1er juin 1930 (pour la visite de la salle d'aquariums) et renommée Seto Marine Biological Laboratory (en) en 1938.